# Монеты и банкноты Франции 1791—1793 годов
Монеты и банкноты Франции времен Французской конституционной монархии (1791—1792) и Национального Конвента (1792—1795).

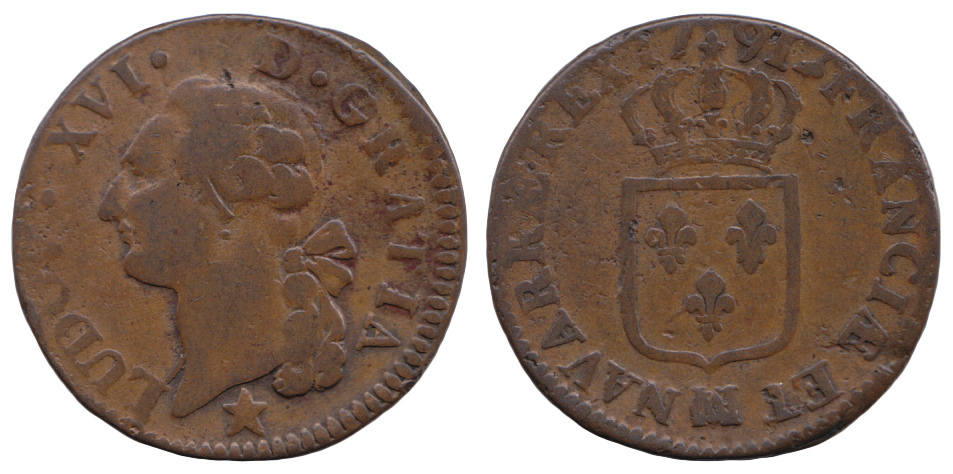
1 соль 1791 года c королевскими лилиями (последний год выпуска)

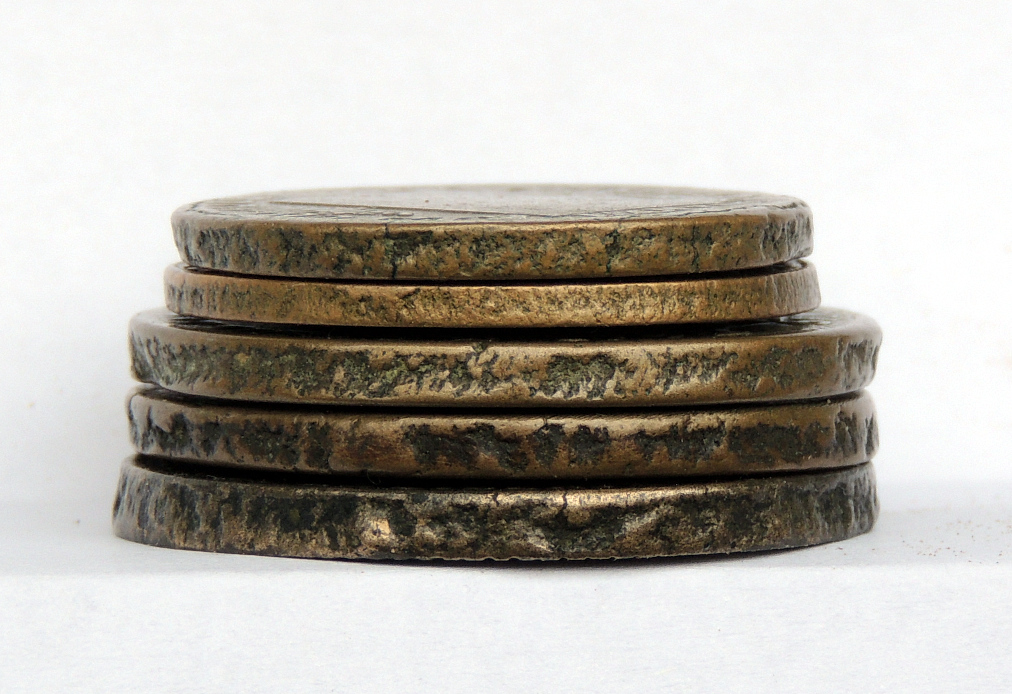
Гурты бронзовых монет 12 денье, 1 и 2 соля (1791—1793)

До Великой французской революции во Франции существовала довольно сложная денежная система, которая базировалась на наличии двух типов денежных единиц: абстрактных счетных, где 1 турский ливр равнялся 20 солям или 240 денье; и конкретных монет, стоимость которых, выраженная в ливрах или денье могла меняться в разные периоды. Все время правления Людовика XVI (1774—1793) продолжали чеканиться монеты традиционного дизайна, на аверсе которых был изображен портрет короля, а на реверсе герб королевства — щит с тремя геральдическими лилиями. Монеты номиналом 1 лиард, 1/2 соля и 1 соль чеканились из меди, монеты 12 солей, 24 соля, 1/2 экю и 1 экю — из серебра, а монеты в 1 и 2 луидора из золота.
Великая французская революция явилась не только крупнейшей трансформацией социальной и политической системы Франции но и заложила изменения монетно-денежного обращения страны. После провозглашения Национального учредительного собрания, принятия Конституции и преобразования абсолютной монархии в конституционную, в 1791 году перестают выпускаться монеты старого образца, кроме лиардов и луидоров (которые чеканились еще и в 1892 году). В обращение поступают монеты номиналом 3 и 6 денье из меди; 12 денье и 2 соля из бронзы; 15 солей, 30 солей, 1/2 экю и 1 экю из серебра и 24 ливра из золота. На аверсах всех монет по-прежнему изображается портрет Людовика XVI, на реверсах монет младших номиналов — фасции и фригийский колпак, на реверсах остальных — ангел (гений), пишущий конституцию.
Очень своеобразно выглядит гурт бронзовых монет 12 денье и 2 соля: он не гладкий, а весь состоит из маленьких сколов — вероятно к такому эффекту приводило вырубание монетных заготовок из твердой, но хрупкой бронзы.

## Монеты периода Французской конституционной монархии (1791—1793)
Монеты Французской конституционной монархии (1791—1793)
| 3 денье. Дизайнеры: аверса Пьер-Симон-Бенжамен Дювивье, реверса Огюстен Дюпре             |                   |          |             |                                     |                |                                                      |                      |                                                              |       |        |
| Годы выпуска                                                                              | Металл            | Масса, г | Диаметр, мм | Гурт                                | Аверс          | Реверс                                               | Тираж                | Монетные дворы                                               | Аверс | Реверс |
| 1792                                                                                      | Медь              | 3,5 г    | 21 мм       | гладкий                             | Портрет короля | Дубовые листья, фасции, фригийский колпак            |                      | Страсбург (BB), Лион (D), Руан (DL), Лимож (I)               |       |        |
| 6 денье. Дизайнеры: аверса Пьер-Симон-Бенжамен Дювивье, реверса Огюстен Дюпре             |                   |          |             |                                     |                |                                                      |                      |                                                              |       |        |
| Годы выпуска                                                                              | Металл            | Масса, г | Диаметр, мм | Гурт                                | Аверс          | Реверс                                               | Тираж                | Монетные дворы                                               | Аверс | Реверс |
| 1792-1793                                                                                 | Медь              | 5-7 г    | 24-26 мм    | гладкий                             | Портрет короля | Дубовые листья, фасции, фригийский колпак            |                      | Страсбург (BB), Лион (D), Лимож (I), Марсель (MA), Нант (T)  |       |        |
| 12 денье. Дизайнеры: аверса Пьер-Симон-Бенжамен Дювивье, реверса Огюстен Дюпре            |                   |          |             |                                     |                |                                                      |                      |                                                              |       |        |
| Годы выпуска                                                                              | Металл            | Масса, г | Диаметр, мм | Гурт                                | Аверс          | Реверс                                               | Тираж                | Монетные дворы                                               | Аверс | Реверс |
| 1791-1793                                                                                 | Бронза            | 12-13 г  | 28-30 мм    | гладкий                             | Портрет короля | Дубовые листья, фасции, фригийский колпак            | более 90.000.000 шт. | Париж (A), Страсбург (BB) и еще 21 монетный двор Франции     |       |        |
| 2 соля. Дизайнеры: аверса Пьер-Симон-Бенжамен Дювивье, реверса Огюстен Дюпре              |                   |          |             |                                     |                |                                                      |                      |                                                              |       |        |
| Годы выпуска                                                                              | Металл            | Масса, г | Диаметр, мм | Гурт                                | Аверс          | Реверс                                               | Тираж                | Монетные дворы                                               | Аверс | Реверс |
| 1791-1793                                                                                 | Бронза            | 24 г     | 34-36 мм    | гладкий                             | Портрет короля | Дубовые листья, фасции, фригийский колпак            | более 17.000.000 шт. | Париж (A), Страсбург (BB) и еще 16 монетных дворов Франции   |       |        |
| 15 солей. Дизайнеры: аверса Пьер-Симон-Бенжамен Дювивье, реверса Огюстен Дюпре            |                   |          |             |                                     |                |                                                      |                      |                                                              |       |        |
| Годы выпуска                                                                              | Металл            | Масса, г | Диаметр, мм | Гурт                                | Аверс          | Реверс                                               | Тираж                | Монетные дворы                                               | Аверс | Реверс |
| 1791-1793                                                                                 | Серебро 666 пробы | 5 г      | 22-23 мм    | узор                                | Портрет короля | Ангел, пишущий конституцию и номинал.                | более 6.400.000 шт.  | Париж (A), Страсбург (BB) и еще 13 монетных дворов Франции   |       |        |
| 30 солей. Дизайнеры: аверса Пьер-Симон-Бенжамен Дювивье, реверса Огюстен Дюпре            |                   |          |             |                                     |                |                                                      |                      |                                                              |       |        |
| Годы выпуска                                                                              | Металл            | Масса, г | Диаметр, мм | Гурт                                | Аверс          | Реверс                                               | Тираж                | Монетные дворы                                               | Аверс | Реверс |
| 1791-1793                                                                                 | Серебро 666 пробы | 10 г     | 28-29 мм    | узор                                | Портрет короля | Ангел, пишущий конституцию и номинал.                | более 3.800.000 шт.  | Париж (A), Страсбург (BB) и еще 15 монетных дворов Франции   |       |        |
| 1/2 экю. Дизайнеры: аверса Пьер-Симон-Бенжамен Дювивье, реверса Огюстен Дюпре             |                   |          |             |                                     |                |                                                      |                      |                                                              |       |        |
| Годы выпуска                                                                              | Металл            | Масса, г | Диаметр, мм | Гурт                                | Аверс          | Реверс                                               | Тираж                | Монетные дворы                                               | Аверс | Реверс |
| 1792-1793                                                                                 | Серебро 917 пробы | 14,6 г   | 32 мм       | текст: «LA NATION LA LOI ET LE ROI» | Портрет короля | Ангел, пишущий конституцию, галльский петух, фасции. |                      | Париж (A), Страсбург (BB), Бордо (K), Монпелье (N), Нант (T) |       |        |
| 1 экю. Дизайнеры: аверса Пьер-Симон-Бенжамен Дювивье, реверса Огюстен Дюпре               |                   |          |             |                                     |                |                                                      |                      |                                                              |       |        |
| Годы выпуска                                                                              | Металл            | Масса, г | Диаметр, мм | Гурт                                | Аверс          | Реверс                                               | Тираж                | Монетные дворы                                               | Аверс | Реверс |
| 1792-1793                                                                                 | Серебро 917 пробы | 30 г     | 38-39 мм    | текст: «LA NATION LA LOI ET LE ROI» | Портрет короля | Ангел, пишущий конституцию, галльский петух, фасции. | более 10.200.000 шт. | Париж (A), Страсбург (BB) и еще 13 монетных дворов Франции   |       |        |
| 24 ливра (1 луидор). Дизайнеры: аверса Пьер-Симон-Бенжамен Дювивье, реверса Огюстен Дюпре |                   |          |             |                                     |                |                                                      |                      |                                                              |       |        |
| Годы выпуска                                                                              | Металл            | Масса, г | Диаметр, мм | Гурт                                | Аверс          | Реверс                                               | Тираж                | Монетные дворы                                               | Аверс | Реверс |
| 1792-1793                                                                                 | Золото 900 пробы  | 7,6 г    | 23 мм       | текст: «LA NATION LA LOI ET LE ROI» | Портрет короля | Ангел, пишущий конституцию, галльский петух, фасции. |                      | Париж (A), Тулуза (M)                                        |       |        |

## Монеты Национального Конвента (1792—1795)
После низложения короля и провозглашения Национальным Конвентом республики в 1792 году, некоторое время еще продолжали чеканиться монеты старого типа, но уже в 1793 году были выпущены монеты нового образца, на которых, на младших номиналах (1/2, 1 и 2 соля), портрет короля был заменен на скрижаль с цитатой из принятой ранее Декларации прав человека и гражданина — «LES HOMMES SONT EGAUX DEVANT LA LOI» (Люди равны перед законом). На реверсе были изображены весы, как символ беспристрастного правосудия и фригийский колпак. Эти монеты чеканились из бронзы по той же технологии, что и бронзовые монеты предыдущего периода. На аверсах монет старших номиналов портрет короля был заменен лавровым венком с номиналом в центре. Кроме того на монетах, помимо даты по Григорианском календарю, стали изображать год по новому республиканскому календарю в формате «L’AN II» (второй год республики).
Монеты Национального Конвента (1793)
| 1/2 соля. Дизайнер Огюстен Дюпре |                   |          |             |                          |                                                         |                                                           |                      |                                                              |       |        |
| Годы выпуска                     | Металл            | Масса, г | Диаметр, мм | Гурт                     | Аверс                                                   | Реверс                                                    | Тираж                | Монетные дворы                                               | Аверс | Реверс |
| 1793                             | Бронза            | 6,11 г   | 25 мм       | гладкий                  | Скрижаль с текстом, виноградная гроздь, колосья пшеницы | Весы, фригийский колпак, венок из дубовых ветвей          |                      | Ла-Рошель (H), Байонна (L)                                   |       |        |
| 1 соль. Дизайнер Огюстен Дюпре   |                   |          |             |                          |                                                         |                                                           |                      |                                                              |       |        |
| Годы выпуска                     | Металл            | Масса, г | Диаметр, мм | Гурт                     | Аверс                                                   | Реверс                                                    | Тираж                | Монетные дворы                                               | Аверс | Реверс |
| 1793                             | Бронза            | 12,2 г   | 29 мм       | гладкий                  | Скрижаль с текстом, виноградная гроздь, колосья пшеницы | Весы, фригийский колпак, венок из дубовых ветвей, номинал | более 17.000.000 шт. | Париж (A), Страсбург (BB) и еще 11 монетных дворов Франции   |       |        |
| 2 соля. Дизайнер Огюстен Дюпре   |                   |          |             |                          |                                                         |                                                           |                      |                                                              |       |        |
| Годы выпуска                     | Металл            | Масса, г | Диаметр, мм | Гурт                     | Аверс                                                   | Реверс                                                    | Тираж                | Монетные дворы                                               | Аверс | Реверс |
| 1793                             | Бронза            | 24-25 г  | 34 мм       | гладкий                  | Скрижаль с текстом, виноградная гроздь, колосья пшеницы | Весы, фригийский колпак, венок из дубовых ветвей, номинал | более 3.950.000 шт.  | Париж (A), Страсбург (BB) и еще 13 монетных дворов Франции   |       |        |
| 6 ливров. Дизайнер Огюстен Дюпре |                   |          |             |                          |                                                         |                                                           |                      |                                                              |       |        |
| Годы выпуска                     | Металл            | Масса, г | Диаметр, мм | Гурт                     | Аверс                                                   | Реверс                                                    | Тираж                | Монетные дворы                                               | Аверс | Реверс |
| 1793                             | Серебро 916 пробы | 29,48 г  | 39 мм       | текст: «LIBERTE ÉGALITÉ» | Венок из дубовых ветвей, номинал                        | Ангел, пишущий конституцию, галльский петух, фасции       | более 1.121.000 шт.  | Париж (A), Страсбург (BB) и еще 9 монетных дворов Франции    |       |        |
| 24 ливра. Дизайнер Огюстен Дюпре |                   |          |             |                          |                                                         |                                                           |                      |                                                              |       |        |
| Годы выпуска                     | Металл            | Масса, г | Диаметр, мм | Гурт                     | Аверс                                                   | Реверс                                                    | Тираж                | Монетные дворы                                               | Аверс | Реверс |
| 1793                             | Золото 916 пробы  | 7,649 г  | 23 мм       | узор                     | Венок из дубовых ветвей, номинал                        | Ангел, пишущий конституцию, галльский петух, фасции       | более 3.234 шт.      | Париж (A), Страсбург (BB), Лион (D), Монпелье (N), Лилль (W) |       |        |

Бронзовые монеты этих двух периодов чеканки служили разменной монетой более 60 лет после своей эмиссии и были деноминированы только 1 октября 1856 года,, поэтому несмотря на очень большие тиражи и износостойкость бронзы, они относительно редко встречаются в хорошей сохранности.

## Переход к десятичному франку
В связи с массовым, ничем не обеспеченным выпуском бумажных ассигнатов в 1793—1795 годах, ливр настолько обесценился, что Франция была вынуждена перейти на новую валюту — десятичный франк. Законом от 18 жерминаля III года Республики (7 апреля 1795 года) прежняя денежная система, основанная на ливре, была заменена десятичной системой в которой 1 франк = 10 десимов = 100 сантимов. Законом от 28 термидора (15 августа) франк был официально введён в обращение. С 1795 по 1802 год выпускались разменные монеты из меди номиналом 1, 3, 5 сантимов, 1 и 2 десима и серебряные монеты 5 франков.
См. Монеты и банкноты Франции 1795—1870 годов.

## Банкноты периода Французской конституционной монархии (1791—1793)

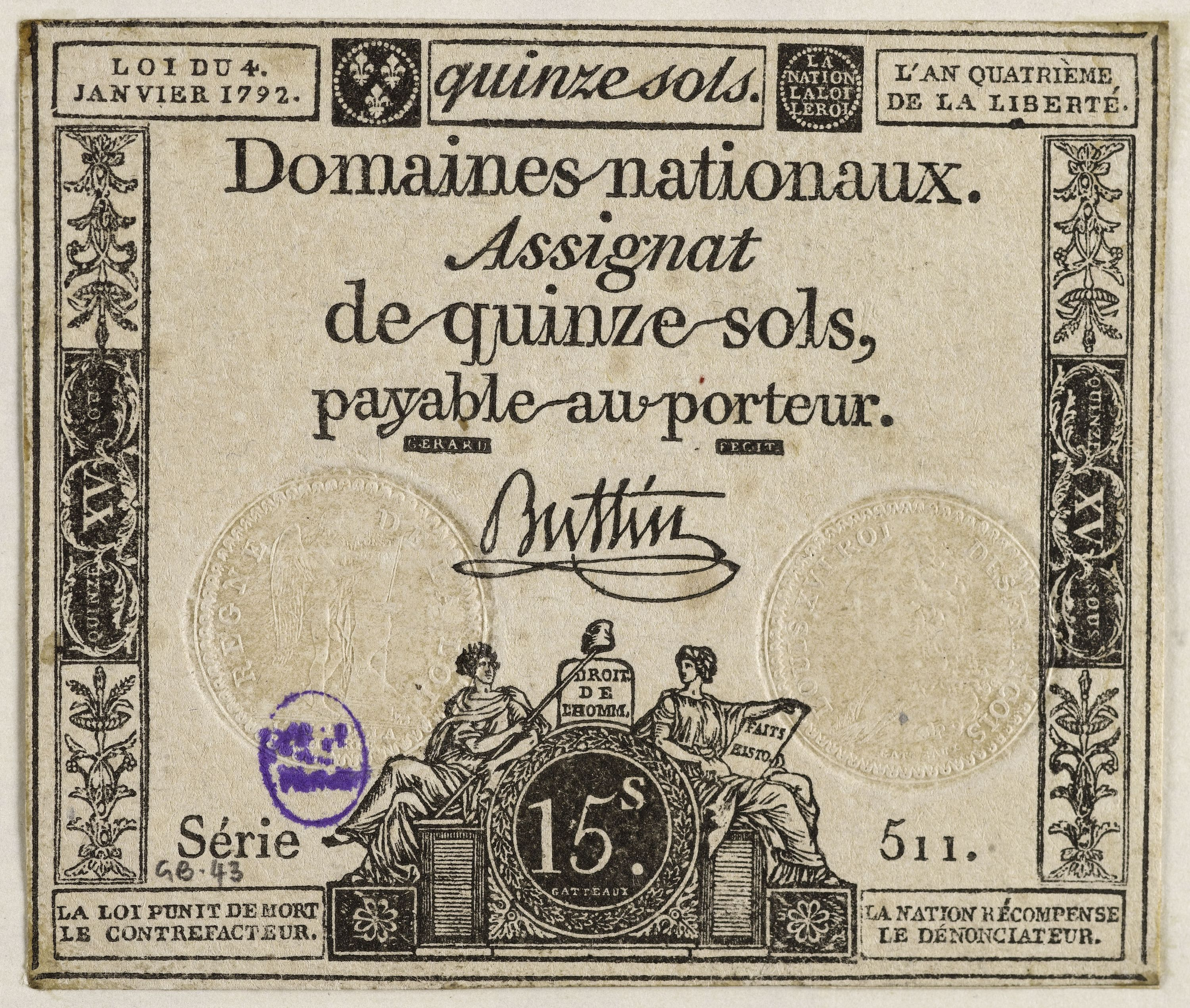
15 солей 1792 года. Помимо водяного знака, на этом ассигнате нанесены тиснением два изображения: слева — ангел, пишущий конституцию, справа — портрет короля. На левом изображении видны полосы, имитирующие раскол штампа — еще один элемент защиты.

Первоначально ассигнаты были выпущены как обязательства, обеспеченные государственным имуществом и приносящие доходы в виде процентов, то есть сочетали черты приватизационного чека и облигации.
Впервые выпущены во Франции номиналом в 1000 ливров на сумму более 400 миллионов ливров в 1788 году, затем выпускались и мелкими купюрами. Находились в обращении с 1789 по 1797 год. Ассигнаты были объявлены законным платёжным средством, обращались наравне с металлическими монетами, а с 1793 года являлись единственным законным платёжным средством. Уже в январе 1790 года, то есть почти сразу же после появления ассигнатов на свет, они стоили в металлических деньгах лишь 96 % своего номинала. Впоследствии, по мере выпуска очередных партий свеженапечатанных бумажных денег, курс ассигнатов падал со всё увеличивающейся скоростью. В январе 1791 года они стоили 91 % от номинала, в январе 1792-го — 72 %, в январе 1793-го — 51 %, в январе 1794-го — 40 %, в январе 1795-го — 18 %, 2 июля 1795 года — 2,97 %, 3 ноября 1795 года — 0,87 % и 22 февраля 1796 года — 0,29 %.
Ассигнаты очень активно подделывались, несмотря на принятие все более строгих декретов и законов направленных против изготовителей фальшивок. Помимо подделок напечатанных в самой Франции, огромное их количество было изготовлено в других странах, в частности в Англии, которая таким образом хотела подорвать экономику молодой республики. Для защиты от подделок применялись все более совершенные методы, такие как нанесение на бумагу водяных знаков, сухого тиснения, использование секретных меток (точек, имитации расколов штемпелей и т. д.).
Банкноты периода Французской конституционной монархии (1791—1793)
| Изображение | Номинал     | Тип  | Автор изображения                     | Эмиссия в обращение                         | Изъятие из обращения             |
| ----------- | ----------- | ---- | ------------------------------------- | ------------------------------------------- | -------------------------------- |
|             | 10 солей    | 1792 | Никола-Мари Гатто                     | 4 января 1792, 24 октября 1792              |                                  |
|             | 15 солей    | 1792 | Никола-Мари Гатто                     | 4 января 1792, 24 октября 1792, 23 мая 1793 |                                  |
|             | 25 солей    | 1792 | Жан-Пьер Дро                          | 4 января 1792                               |                                  |
|             | 50 солей    | 1792 | Никола-Мари Гатто                     | 4 января 1792, 23 мая 1793                  |                                  |
|             | 5 ливров    | 1791 | Никола-Мари Гатто                     | 6 мая 1791                                  |                                  |
|             | 5 ливров    | 1791 |                                       | 1 ноября 1791                               |                                  |
|             | 10 ливров   | 1791 | Никола-Мари Гатто                     | 16 декабря 1791                             |                                  |
|             | 25 ливров   | 1791 | Никола-Мари Гатто                     | 16 декабря 1791, 24 октября 1792            |                                  |
|             | 50 ливров   | 1792 | Никола-Мари Гатто                     | 31 августа 1792                             |                                  |
|             | 50 ливров   | 1792 | Никола-Мари Гатто                     | 14 декабря 1792                             |                                  |
|             | 60 ливров   | 1790 | Никола-Мари Гатто                     | 29 сентября 1790, 19 июня 1791              |                                  |
|             | 70 ливров   | 1790 | Никола-Мари Гатто                     | 29 сентября 1790                            |                                  |
|             | 80 ливров   | 1790 | Никола-Мари Гатто                     | 29 сентября 1790                            |                                  |
|             | 90 ливров   | 1790 | Никола-Мари Гатто, Пьер-Жозеф Лортиор | 29 сентября 1790                            |                                  |
|             | 100 ливров  | 1791 | Никола-Мари Гатто                     | 19 июня 1791                                |                                  |
|             | 200 ливров  | 1790 | Никола-Мари Гатто                     | 16 и 17 апреля 1790                         | Начало изъятия 31 июля 1793 года |
|             | 200 ливров  | 1792 | Никола-Мари Гатто                     | 31 августа 1792                             | Начало изъятия 31 июля 1793 года |
|             | 300 ливров  |      |                                       |                                             | Начало изъятия 31 июля 1793 года |
|             | 400 ливров  | 1792 | Никола-Мари Гатто                     | 21 ноября 1792                              |                                  |
|             | 500 ливров  | 1790 |                                       | 29 сентября 1790, 19 июня 1791              | Начало изъятия 31 июля 1793 года |
|             | 2000 ливров | 1790 | Никола-Мари Гатто, Пьер-Жозеф Лортиор | 29 сентября 1790                            | Начало изъятия 31 июля 1793 года |